# 1990년 토론토 국제 영화제
제15회 토론토 국제 영화제는 1990년 9월 6일부터 9월 15일까지 캐나다 토론토에서 열린 시상식이다. 제럴드 프래틀리(Gerald Pratley)는 온타리오영화연구소(Ontario Film Institute)가 운영을 맡게 되면서 현재 TIFF 시네마테크로 알려진 시네마테크 온타리오(Cinematheque Ontario)를 이 영화제에 소개했다.

## 수상 및 후보

### 관객상
- 시라노 - 장-폴 라프노 수상

### FIPRESCI-상
- 내 책상 위의 천사 - 제인 캠피온 수상